# Timothy Eglinton
Timothy Ian Eglinton est professeur de biogéoscience à l'Institut géologique, École polytechnique fédérale de Zurich.

## Éducation
Eglinton fait ses études à l'Université de Plymouth où il obtient un baccalauréat ès sciences en sciences de l'environnement en 1982. Il étudie ensuite à l'Université de Newcastle, où il obtient une maîtrise ès sciences et un doctorat en 1988 pour des recherches sur les kérogènes utilisant la pyrolyse.

## Recherche et carrière
La recherche d'Eglinton ,,,,, porte sur les processus du cycle du carbone.
 
Eglinton révolutionne les études du cycle du carbone terrestre . En développant un moyen entièrement nouveau de tracer les voies du carbone organique dans les environnements de surface, allant des reliefs érodés aux rivières, aux plaines inondables, à la colonne d'eau océanique, aux communautés microbiennes et aux sédiments marins, il remplace d'innombrables estimations et hypothèses par des temps de transport connus avec précision et budgets carbone . Ses découvertes éclairent et réconcilient des enregistrements paléoclimatiques autrefois discordants, révèvent de nouvelles formes de vie microbienne, démontrent que les micro-organismes peuvent attaquer et remobiliser des matières organiques vieilles d'un milliard d'années et tracent les voies du carbone dérivé du pétrole dans les environnements de surface.
Eglinton est élu membre de la Royal Society (FRS) en 2014 .

## Vie privée
Eglinton est le fils du chimiste organique Geoffrey Eglinton , Il est marié à Lorraine Eglinton et a deux filles et un fils.